# 尼亞馬加貝縣
2°24′S 29°28′E / 2.400°S 29.467°E

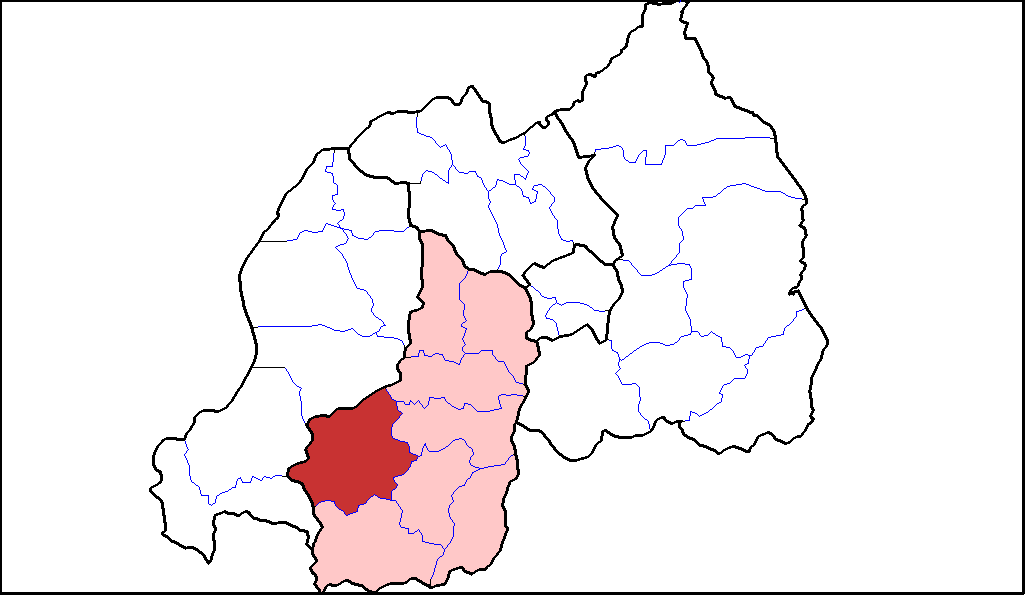

尼亞馬加貝縣（Nyamagabe District），是盧旺達的縣份，位於該國南部，由南部省負責管轄，首府設於加薩卡，面積1,090平方公里，2012年人口341,491，人口密度每平方公里310人。